# Simon de Vos

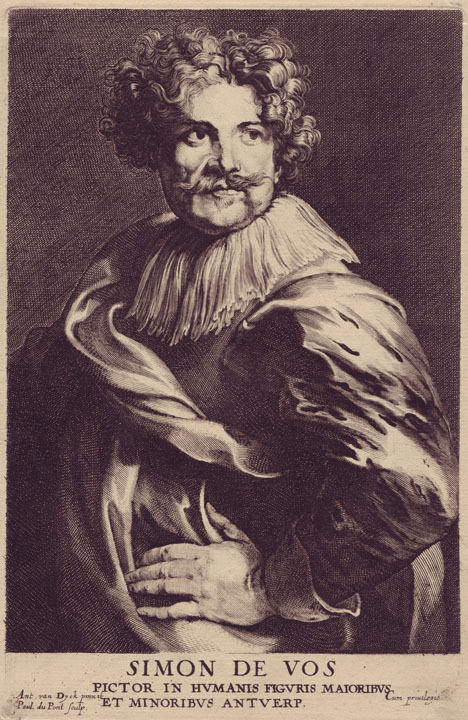
Retratado de Simon de Vos, grabado de Paulus Pontius)

Simon de Vos (20 de octubre de 1603, Amberes - 15 de octubre de 1676,  Amberes) fue un pintor pintor, dibujante y coleccionista de arte flamenco. Comenzó su carrera haciendo cuadros de pequeño formato de escenas de género, en particular de compañías alegres caravagistas. Más tarde se pasó a la pintura de historia, trabajando en formatos más grandes en un estilo barroco flamenco que fue influenciado por Rubens y van Dyck.

## Biografía
Simón de Vos nació en Amberes como hijo del fabricante de dados Herman de Vos y Elisabeth van Oppen. A partir de 1615 fue discípulo de Cornelis de Vos a quien no le unía ningún parentesco.  Al terminar su formación en 1620, fue aceptado a la joven edad de 17 años como maestro en el Gremio de San Lucas de Amberes.

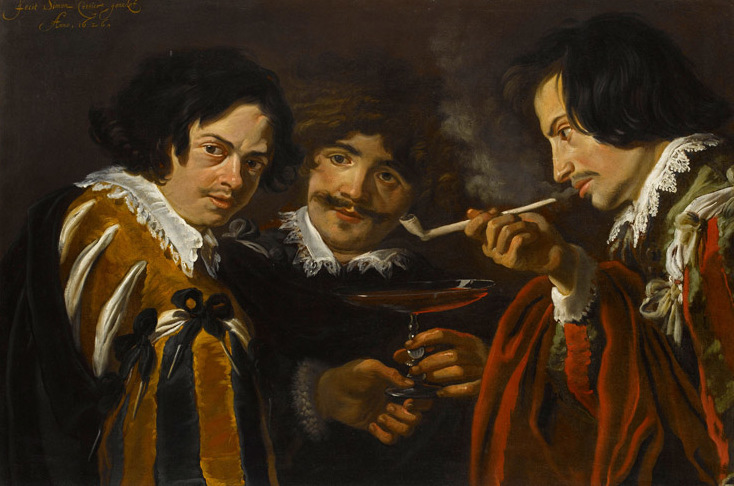
Reunión de fumadores y bebedores

Hay incertidumbre sobre los movimientos de De Vos después de que se convirtió en un maestro. Es posible que se quedara en Amberes, donde pudo haber trabajado en el taller de Peter Paul Rubens. Alternativamente, puede haber viajado al extranjero. Una estancia en Roma es sugerida por sus primeras obras, que muestran una similitud con las pinturas del género "low life" del grupo de pintores holandeses y flamencos activos en Roma conocidos como los Bamboccianti.  Una influencia del pintor alemán Johann Liss activo en Roma en la década de 1620 ha sido discernida en las pinturas de Vos y también puede ser explicada por una residencia en Roma. Además, con base en la atribución a Simon de Vos de una composición de 1626 llamada "Reunión de fumadores y bebedores" (Museo del Louvre, París) se cree que de Vos residió en Aix-en-Provence en Francia a mediados de 1620. Una inscripción permite identificar a los personajes retratados: el propio de Vos en el centro, a la derecha el poco conocido Johan Geerlof, pintor de Zelanda, y Jan Cossiers a la izquierda, casualmente reunidos en Aix-en-Provence, camino de Italia.
De Vos debe haber regresado a su ciudad natal en 1626 ya que en ese año se casó con Catharina van Utrecht, una hermana del pintor de bodegones de Amberes Adriaen van Utrecht. La pareja se quedó sin hijos.  Trabajó en Amberes la mayor parte de su vida. Se sabe que ha suministrado sus obras a los marchantes de Amberes Forchondt y Chrysostoom van Immerseel. Disfrutaba del respeto de sus pares como lo demuestra el hecho de que cuando Rubens murió, su patrimonio incluía uno de sus cuadros. De Vos tuvo éxito financiero. Cuando su esposa murió en 1670 poseía cuatro propiedades en Amberes y una colección de 290 pinturas.

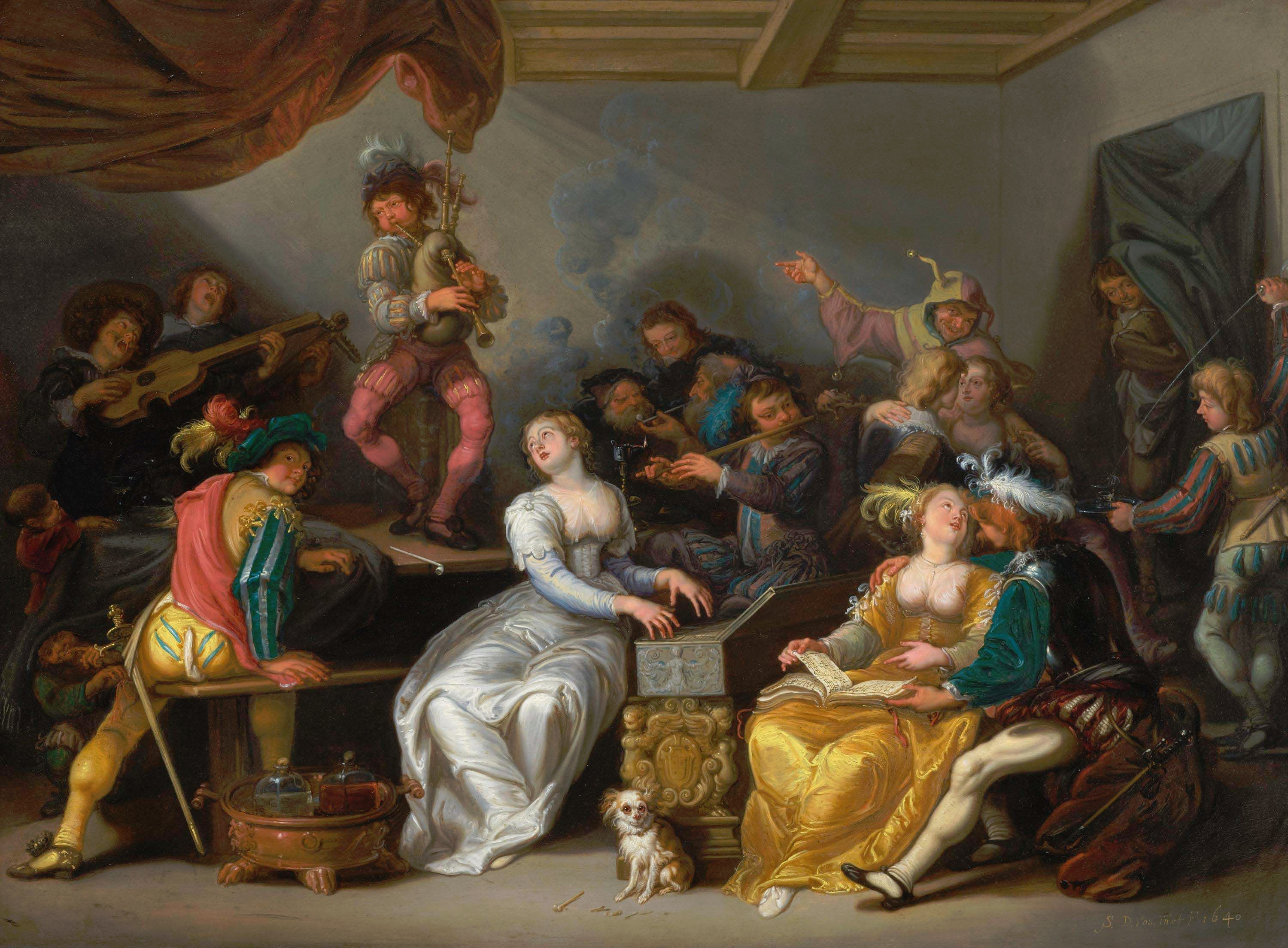
Alegoría de los cinco sentidos (1640).

## Obra
Las pinturas de su primera época, son obras tradicionales, generalmente trabajos de gabinete o escenas de género de pequeño formato, como retratos de grupos o diferentes escenas con personajes de caras redondeadas, labios prominentes y pelo desordenado. También realizó en esta etapa escenas de exteriores con obras en las que se ven extensas vistas y altos horizontes, con grupos de desperdigados trabajadores que se entregan felices a sus tareas. De este periodo son por ejemplo Las Bodas de Caná (1624) y Salomón y la Reina de Saba (1641).
A partir de 1640 comienza a cambiar de estilo, dedicándose más a obras de carácter histórico y religioso de mayor formato, en este periodo se aprecian claras influencias de Rubens, Claude Vignon y Antoon van Dyck. De esta época data la serie de doce cuadros dedicados a La Creación según el Génesis (1635-1644) conservada en parte en la Catedral de Sevilla, La Adoración de los Magos (1643) y El Martirio de San Pedro (1648).